# Туринська Слобода
Тури́нська Слобода́ (рос. Туринская Слобода) — село, центр Слободо-Туринського району Свердловської області. Адміністративний центр Слободо-Туринського сільського поселення.
Населення — 5955 осіб (2010, 6123 у 2002).
Національний склад населення станом на 2002 рік: росіяни — 96 %.